# FK Bosna Sarajevo
FK Bosna Sarajevo je bosanskohercegovački nogometni klub iz Sarajeva, Bosne i Hercegovine.

FK Bosna je osnovan 1947. godine. Klub je najstariji član Sveučilišnog sportskog društva Bosna. Prvu službenu utakmicu klub je odigrao 12. prosinca 1947. Prvih godina postojanja natjecao se u Republičkoj ligi.

## Povijest
FK Bosna osnovana je u Sarajevu 7. prosinca 1947. godine kao sekcija Sportskog društva "Bosna" Sveučilišta u Sarajevu. U sezoni 1947./48. natječe se u prvenstvu Jugoslavije na trećoj državnoj razini, završavajući na trećem mjestu u Republičkoj nogometnoj ligi NR Bosne i Hercegovine. Godine 1950. osvojio je Republičku nogometnu ligu, a zatim se, nakon reorganizacije jugoslavenskog nogometnog ligaškog sustava, borio na turniru za plasman u Drugu saveznu ligu, ali je završio treći. Godine 1952., nakon još jedne reforme ligaškog sustava, klub prvo osvaja skupinu A 1. razred Grada Sarajeva, zatim osvaja prvenstvo nogometnog saveza u Sarajevu i zatim se kvalificira u polufinale play-offa za promociju u Prvu saveznu ligu. Ipak, izgubio je ukupnim rezultatom (1:3, 0:4) od mostarskog Veleža. U sezoni 1952./53. završio je na drugom mjestu Podsavezne nogometne lige Sarajevo, ali je reorganizacijom ligaškog sustava ispao u treći rang. U sezonama 1953./54. i 1954./55. igrao je u Republičkoj nogometnoj ligi. Nakon likvidacije Republičke lige u sezoni 1955./56., završava na 11. mjestu u 2. ligi. Druga zona A. Klub je tada nastupio u trećem rangu.
U sezoni 1959./60. osvojio je 1. zonsku ligu BiH. Sarajevo, ali je potom izgubio od Čelika u finalu prvenstva BIH 0:5, 1:1. Tek u sezoni 1967./68., nakon osvajanja Sarajevsko-zeničke zonske lige, momčad je napredovala u Drugu saveznu ligu. Tri godine je igrao u drugoligaškoj skupini Jug, a nakon završetka sezone 1970./71. ispada u Sarajevsko-zeničku zonsku ligu. Godine 1973. obnovljena je Republička liga Bosne i Hercegovine i klub se u nju kvalificirao. U sezoni 1974./75. završava na 16. mjestu Republičke nogometne lige i ispada u četvrti rang.
Nakon raspada Jugoslavije klub nije sudjelovao u prvom neslužbenom prvenstvu Bosne i Hercegovine u sezoni 1994./95. Tek u sezoni 2003./04. nastupa u Drugoj ligi Federacije Bosne i Hercegovine. Zauzeo je deseto mjesto u sredini tablice skupine Jug, ali je odustao od daljnjih nastupa. Nakon šest godina, u sezoni 2010./11., ponovno je startao u Drugi ligi Federacije Bosne i Hercegovine, zauzevši visoko drugo mjesto u skupini Centar. U narednoj sezoni 2011./12. ekipa je završila na posljednjem 16. mjestu u grupi Centar i ispala u županijsku ligu.

## Stadion
Svoje utakmice igrali su na pomoćnim terenima Stadiona Koševo.

## Prvenstva
| Sezona    | Razred | Liga                                     | Broj momčadi | Mjesto | Napomena                                |
| --------- | ------ | ---------------------------------------- | ------------ | ------ | --------------------------------------- |
| 1948./49. | III.   | Republička liga BiH                      | 12           | 6.     |                                         |
| 1950.     | IV.    | Republička liga BiH                      | 12           | 1.     |                                         |
| 1951.     | III.   | Republička liga BiH                      | 12           | 8.     | Liga je rasformirana                    |
| 1952.     | II.    | Podsavezna liga Sarajevo                 |              |        | Prvak podsaveza Republički polufinalist |
| 1952./53. | II.    | Podsavezna liga Sarajevo                 | 10           | 2.     |                                         |
| 1953./54. | III.   | Republička liga BiH                      | 10           | 2.     |                                         |
| 1954./55. | III.   | Republička liga BiH                      | 10           | 5.     |                                         |
| 1955./56. | II.    | Druga zona A                             | 11           | 12.    |                                         |
| 1956./57. | III.   | Podsavezna liga Sarajevo – Istočna grupa | 8            | 3.     |                                         |
| 1957./58. | III.   | Podsavezna liga Sarajevo – Istočna grupa | 10           | ?      |                                         |
| 1958./59. | III.   | II. zonska liga BiH                      | 12           | 5.     |                                         |
| 1959./60. | III.   | I. zonska liga BiH – Sarajevo            | 10           | 1.     | Gubi zonsko finale                      |
| 1960./61. | III.   | II. zonska liga BiH – Sarajevo           | 10           | ?.     | Primljen u Međuzonsku ligu              |
| 1961./62. | III.   | Međuzonska liga Bosne                    | 14           | 9.     |                                         |
| 1962./63. | III.   | Međuzonska liga Bosne                    | 14           | 10.    |                                         |
| 1963./64. | III.   | Međuzonska liga Bosne                    | 14           | 6.     |                                         |
| 1964./65. | III.   | Međuzonska liga Bosne                    | 14           | 3.     |                                         |
| 1965./66. | III.   | Međuzonska liga Bosne                    | 14           | 5.     |                                         |
| 1966./67. | III.   | Međuzonska liga Bosne                    | 14           | 1.     | Republički polufinalist                 |
| 1967./68. | III.   | Sarajevsko-zenička zona                  | 12           | 1.     |                                         |
| 1968./69. | II.    | Druga savezna liga Jug                   | 16           | 3.     |                                         |
| 1969./70. | II.    | Druga savezna liga Jug                   | 16           | 13.    |                                         |
| 1970./71. | II.    | Druga savezna liga Jug                   | 16           | 16.    |                                         |
| 1971./72. | III.   | Sarajevsko-zenička zona                  | 18           | ?      |                                         |
| 1972./73. | III.   | Sarajevsko-zenička zona                  | 18           | 1.     | Republički polufinalist                 |
| 1973./74. | III.   | Republička liga BiH                      | 20           | 15.    |                                         |
| 1974./75. | III.   | Republička liga BiH                      | 18           | 16.    |                                         |

## Nastupi u završnicama kupa

### Kup maršala Tita
1951.
- 1/32 završnice: Bosna Sarajevo        – Proleter Teslić             0:1

### Nogometni kup BiH
2009./10.
- šesnaestina završnice: Željezničar – Bosna Sarajevo                    1:0

2010./11.
- šesnaestina završnice: Bosna Sarajevo – Sloboda Tuzla                0:1

## Poznati bivši igrači
| - Želimir Vidović - Said Fazlagić - Damir Mirvić - Muhamed Fazlagić - Branislav Petričević - Šener Bajramović - Nijaz Brković - Konstantin Maljukanović - Vladimir Vukadin - Nijaz Mulahmetović - Fikret Kapo - Nusret Smajlović - Omer Arslanagić - Muhidin Teskeredžić 1. 2. |